# Aksel Berget Skjølsvik
Aksel Berget Skjølsvik (Åndalsnes, 15 maggio 1987) è un calciatore norvegese, centrocampista dell'Åndalsnes.

## Carriera

### Club
Berget Skjølsvik ha iniziato a giocare, a livello giovanile, per l'Åndalsnes e successivamente per il Rosenborg. È passato poi al Molde, all'epoca militante in 1. divisjon: ha debuttato il 9 aprile 2007, sostituendo Mame Biram Diouf nella vittoria per 2-3 in casa del Sogndal. Al termine della stagione, la squadra ha centrato la promozione.
Il 31 maggio 2008 ha così debuttato nell'Eliteserien: è subentrato nuovamente a Diouf, stavolta nel successo per 3-4 in casa del Brann. Il 14 settembre dello stesso anno ha segnato il primo gol nella massima divisione norvegese, nel pareggio per 1-1 contro il Lillestrøm. Ha totalizzato 87 presenze e 11 reti, tra campionato e coppe, nei suoi quattro anni in squadra.
Il 9 dicembre 2010 è stato ufficializzato il suo trasferimento, a titolo definitivo, al Sandnes Ulf. Ha esordito con questa maglia il 3 aprile 2011, impiegato come titolare nella sconfitta interna per 0-1 contro il Bryne. Il 10 aprile ha realizzato la prima rete, nella partita persa per 4-2 in casa dello Strømmen. A fine stagione, il Sandnes Ulf ha centrato la promozione nell'Eliteserien per la prima volta nella sua storia, anche grazie alle 12 reti in 28 apparizioni di Berget Skjølsvik.
Libero da vincoli contrattuali, in data 31 marzo 2017 ha firmato un contratto con il Brattvåg, compagine militante in 3. divisjon. L'anno seguente ha fatto ritorno all'Åndalsnes.

## Statistiche

### Presenze e reti nei club
Statistiche aggiornate al 12 aprile 2018.
| Stagione           | Club               | Campionato         | Campionato | Campionato | Coppe nazionali | Coppe nazionali | Coppe nazionali | Coppe continentali | Coppe continentali | Coppe continentali | Supercoppe | Supercoppe | Supercoppe | Totale | Totale |
| Stagione           | Club               | Comp               | Pres       | Reti       | Comp            | Pres            | Reti            | Comp               | Pres               | Reti               | Comp       | Pres       | Reti       | Pres   | Reti   |
| ------------------ | ------------------ | ------------------ | ---------- | ---------- | --------------- | --------------- | --------------- | ------------------ | ------------------ | ------------------ | ---------- | ---------- | ---------- | ------ | ------ |
| 2007               | Molde              | 1D                 | 17         | 0          | CN              | 1               | 0               | -                  | -                  | -                  | -          | -          | -          | 18     | 0      |
| 2008               | Molde              | ES                 | 12         | 2          | CN              | 4               | 1               | -                  | -                  | -                  | -          | -          | -          | 16     | 3      |
| 2009               | Molde              | ES                 | 17         | 2          | CN              | 3               | 2               | -                  | -                  | -                  | -          | -          | -          | 20     | 4      |
| 2010               | Molde              | ES                 | 26         | 3          | CN              | 3               | 1               | UEL                | 4                  | 0                  | -          | -          | -          | 33     | 4      |
| Totale Molde       | Totale Molde       | Totale Molde       | 72         | 7          |                 | 11              | 4               |                    | 4                  | 0                  |            | -          | -          | 87     | 11     |
| 2011               | Sandnes Ulf        | 1D                 | 28         | 12         | CN              | 3               | 0               | -                  | -                  | -                  | -          | -          | -          | 31     | 12     |
| 2012               | Sandnes Ulf        | ES                 | 25         | 6          | CN              | 1               | 0               | -                  | -                  | -                  | -          | -          | -          | 26     | 6      |
| 2013               | Sandnes Ulf        | ES                 | 27         | 2          | CN              | 2               | 0               | -                  | -                  | -                  | -          | -          | -          | 29     | 2      |
| 2014               | Sandnes Ulf        | ES                 | 23         | 1          | CN              | 0               | 0               | -                  | -                  | -                  | -          | -          | -          | 23     | 1      |
| 2015               | Sandnes Ulf        | 1D                 | 28         | 8          | CN              | 1               | 1               | -                  | -                  | -                  | -          | -          | -          | 29     | 9      |
| 2016               | Sandnes Ulf        | 1D                 | 28+1       | 2+0        | CN              | 4               | 0               | -                  | -                  | -                  | -          | -          | -          | 33     | 2      |
| Totale Sandnes Ulf | Totale Sandnes Ulf | Totale Sandnes Ulf | 159+1      | 31+0       |                 | 11              | 1               |                    | -                  | -                  |            | -          | -          | 171    | 32     |
| 2017               | Brattvåg           | 3D                 | 16         | 4          | CN              | 1               | 0               | -                  | -                  | -                  | -          | -          | -          | 17     | 4      |
| 2018               | Åndalsnes          | 4D                 | 0          | 0          | -               | -               | -               | -                  | -                  | -                  | -          | -          | -          | 0      | 0      |
| Totale             | Totale             | Totale             | 231+1      | 38+0       |                 | 22              | 5               |                    | 4                  | 0                  |            | -          | -          | 258    | 43     |